# Palpifer (Insekt)
Der Palpifer (lat. palpare = „streicheln, betasten“, palpus = „Taster, Striegel“ und -fer = „-tragend“) ist eine Struktur am Stipes der Maxille der Mundwerkzeuge der Insekten, auf dem der Unterkiefertaster (Palpus maxillaris) aufsitzt. Er wird durch ein eigenes Sklerit gebildet. Er kann art- und gruppenabhängig sehr unterschiedlich ausgebildet sein oder auch fehlen.

## Belege
1. 1 2 3  Palpifer. In: Herder-Lexikon der Biologie. Spektrum Akademischer Verlag, Heidelberg 2003, ISBN 3-8274-0354-5.
2. ↑  Gerhard Seifert: Entomologisches Praktikum. Georg Thieme Verlag, Stuttgart 1975, ISBN 3-13-455002-4, S. 266.